# Zgnilizna twardzikowa zawilca

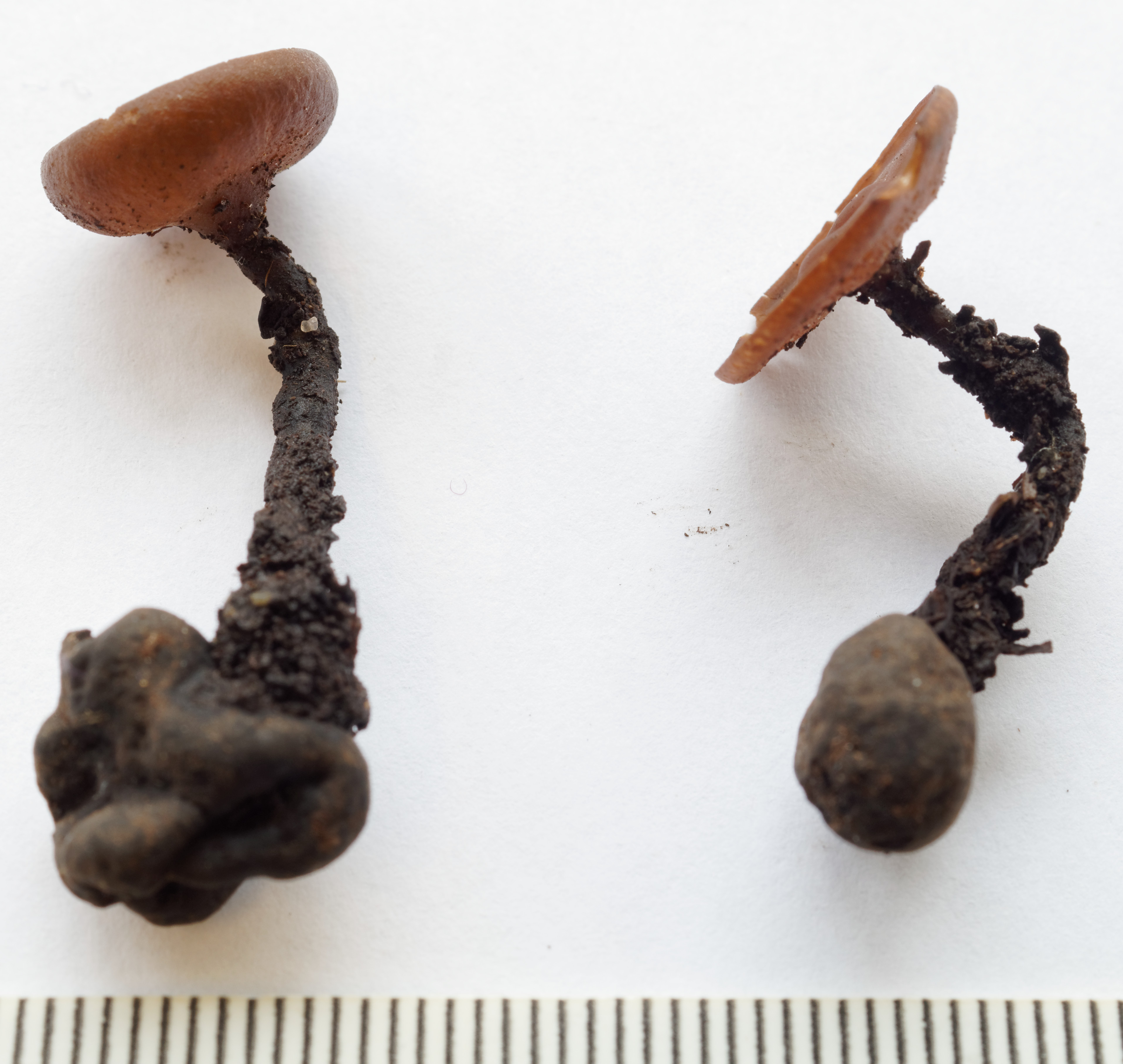
Owocniki sklerotki bulwiastej ze sklerocjami

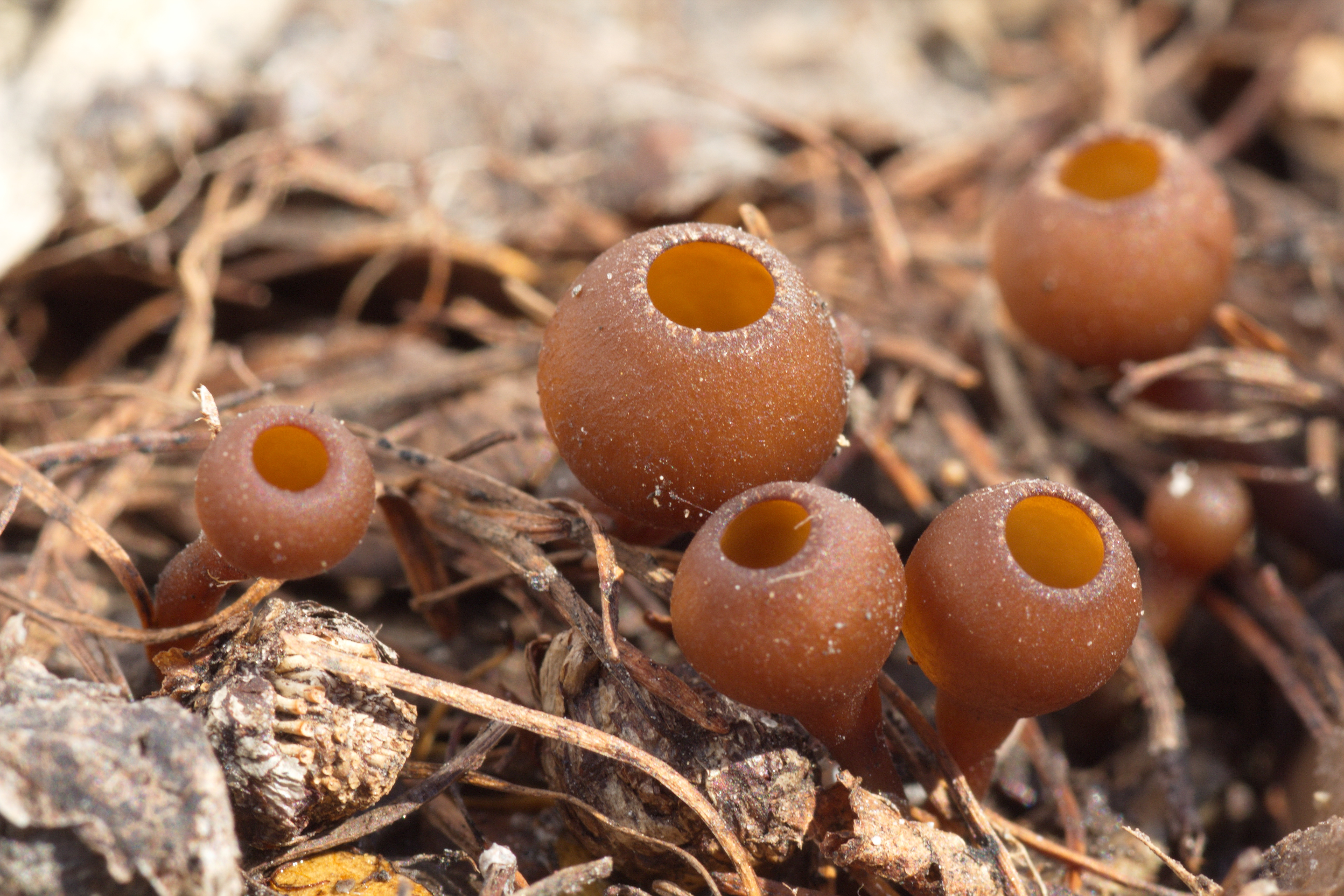
Owocniki sklerotki bulwiastej

Zgnilizna twardzikowa zawilca (ang. black rot of anemone) – grzybowa choroba zawilców (Anemone) wywołana przez sklerotkę bulwiastą (Dumontinia tuberosa).

## Przebieg choroby
Dumontinia tuberosa (synonim Sclerotinia tuberosa) to grzyb zaliczany do workowców (Ascomycota). Jest pasożytem zawilców. Jego grzybnia otacza kłącze i tworzy strzępki infekcyjne, które przechodzą przez warstwy epidermy sukcesywnie wydzielane przez żywiciela. Kolonizacja tkanek kłącza zachodzi wewnątrzkomórkowo, przy czym proste wyrostki służą do przechodzenia przez ściany komórkowe, ale także międzykomórkowo, jeśli infekcja rozpoczyna się na poziomie rany w kłączu.
Stopniowo grzybnia tworzy warstwę otaczającą porażone kłącze, nie integrując się z rośliną żywicielską. Ta osłonka grzybni jest zawsze zmieszana z humusem i resztkami roślinnymi i łatwo pozostaje niezauważona. Następuje faza spoczynku zimowego, która kończy się wiosną następnego roku. Duża ilość grzybni zgromadzona w sklerocie umożliwia rozpoczęcie rozwoju owocnika typu apotecjum, który w cyklu rocznym zbiega się z aktywnym okresem wegetacji zawilca.
Sklerotka bulwiasta żywi się skrobią, pektynami i aminokwasami, nie trawi celulozy. Po wykorzystaniu przez grzyba tych składników odżywczych w kłączu grzyb obumiera, osłabione kłącze pozostaje. Roślina nie umiera, ale nie zakwita. Często jednak takie osłabione kłącze zostaje skolonizowane przez inne saprotrofy lub pasożyty, wówczas z kłącza pozostaje tylko pusta skorupa i roślina obumiera.
Charakterystyczną cechą choroby jest to, że nie atakuje ona młodych kłączy.